# Vändleberget
Vändleberget är ett naturreservat i Ludvika kommun i Dalarnas län.
Området är naturskyddat sedan 2006 och är 71 hektar stort. Reservatet består av lövrik granskog och sumpskog kring Pellasbäcken.